# Savane (album)
Pour les articles homonymes, voir Savane (homonymie).
Albums de Ali Farka Touré
In the Heart of the Moon
(2005) Ali and Toumani
(2010)
Savane est le dernier album d'Ali Farka Touré sorti en 2006 chez World Circuit et enregistré à Bamako aux studios Bogolan et à l'hôtel Mandé. Cet album sorti après sa mort, est en quelque sorte son testament.

Afel Bocoum et Pee Wee Ellis l'ont accompagné sur certains morceaux. Ry Cooder a qualifié l'album "d'absolument parfait".

## Titres
| No  | Titre           | Durée |
| --- | --------------- | ----- |
| 1.  | Erdi            | 4:42  |
| 2.  | Yer Bounda Fara | 4:18  |
| 3.  | Beto            | 4:49  |
| 4.  | Savane          | 7:43  |
| 5.  | Soya            | 4:38  |
| 6.  | Penda Yoro      | 5:25  |
| 7.  | Machengoidi     | 3:35  |
| 8.  | Ledi Coumbe     | 3:16  |
| 9.  | Hanana          | 2:34  |
| 10. | Soko Yhinka     | 5:05  |
| 11. | Gambari Didi    | 3:49  |
| 12. | Banga           | 3:48  |
| 13. | N'Jarou         | 4:55  |

## Musiciens
- Ali Farka Touré : Guitare et Chant
- Mama Sissoko : n'goni
- Bassekou Kouyaté : n'goni
- Dassy Sarré : n'goni
- Fanga Diawara : n'jarka (violon à une corde)
- Little George Sueref : harmonica
- Pee Wee Ellis : saxophone
- Yves Werner : basse
- Fain Duerñas : percussion
- Souleye Kané : chœur et calebasse
- Oumar Touré : chœur et congas
- Hammer Sankare : chœur
- Ali Magassa : chœur et guitare
- Ramata Diakité : chœur
- Afel Bocoum : chœur
- Brehima Touré : chœur
- Marriame Tounkara : chœur
- Etienne M'Bappe : basse
- Alou Coulibaly : calebasse
- Massambou Wele Diallo : bolon
- Mamadou Kelli : chant
- Yacouba Moumouni : flûte

## Production
- Producteur : Nick Gold
- Mastering : Tom Leader
- Mix : Jerry Boys
- Assistants : Donald Clark, Graham Dominy
- Recorded by Yves Wernert and Jerry Boys